# Tropas Internas Soviéticas
Las Tropas Internas de la Unión Soviética (en ruso; Внутренние войска МВД СССР, Vnugtrennie Voiska SSSR) eran la gendarmería militarizada de la Unión Soviética, cuyas funciones eran garantizar el orden público y la seguridad interna , proteger las instalaciones estatales, proteger los derechos y libertades del hombre y del ciudadano de intrusiones criminales y otras infracciones ilegales, y garantizar la seguridad pública. Estaba subordinada primero al NKVD, y posteriormente, al Ministerio de Asuntos Internos de la URSS (MVD). De acuerdo a esto, fueron conocidos como Tropas internas NKVD y Tropas Internas MVD (con abreviaciones rusas - НКВД СССР - МВД СССР agregadas al final de sus nombres oficiales).

## Historia

### Durante laGuerra Civil

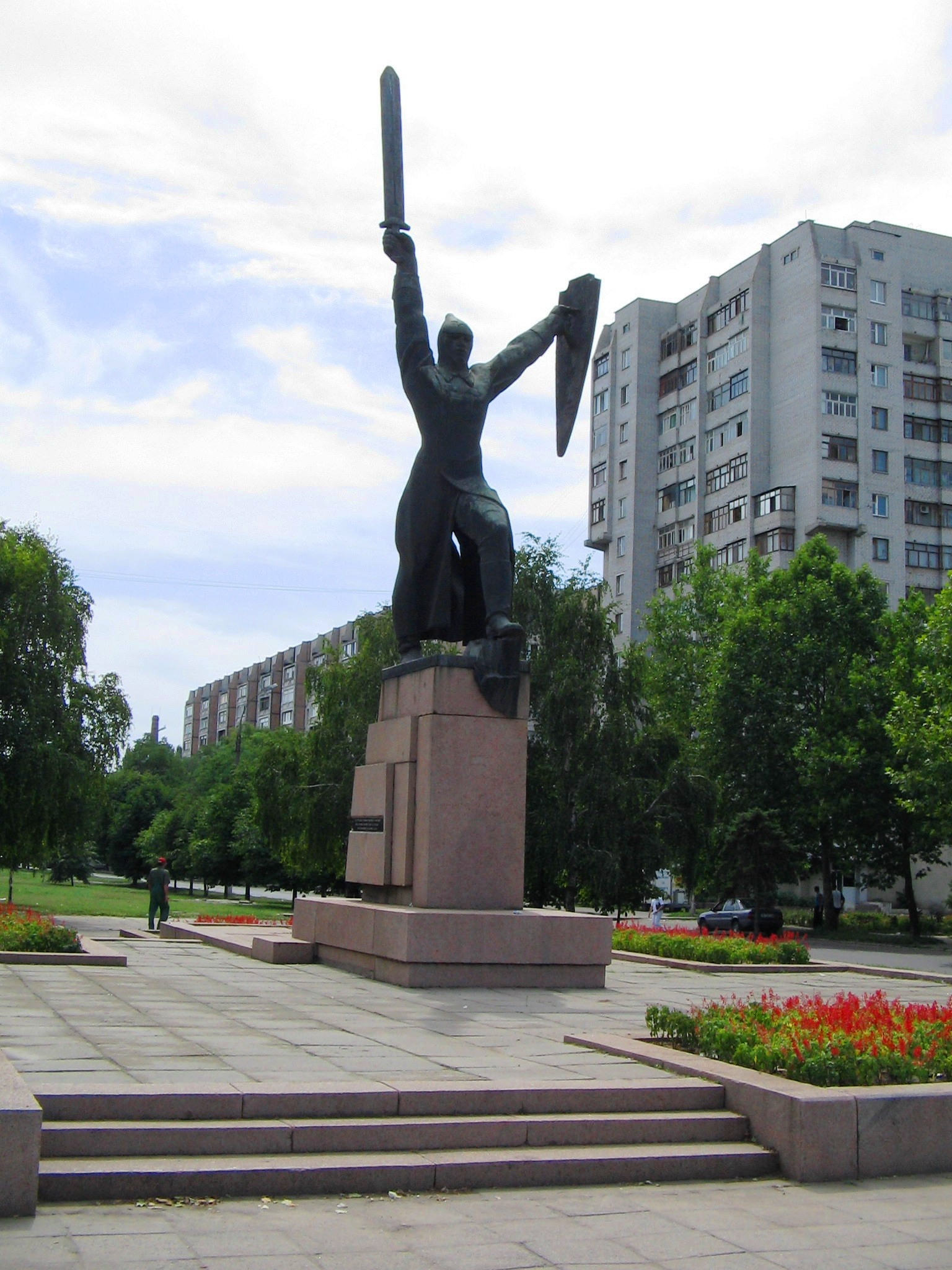
Monumento dedicado a los oficiales de seguridad en Nikoláyev.

Después de la Revolución de Octubre en la RSFS de Rusia, la cuestión de organizar la seguridad interna se agudizó. Era necesario crear organismos estatales que pudieran prevenir tanto el movimiento contrarrevolucionario como llevar a cabo la lucha contra el crimen en los territorios bajo su control.
Más tarde, en marzo de 1918, la Junta de la Cheka decidió unir a todas las unidades armadas bajo la misma Cheka y bajo el Destacamento de Combate de la Cheka (GubChK).
También en la RSFS de Rusia se estaba resolviendo el tema de la reorganización del servicio de escolta. Con este fin, por orden del Comisario del Pueblo para Asuntos Militares, el 20 de abril de 1918 se reorganizó la guardia de escolta previamente existente. Para controlarlo, se creó la Inspección Principal de Guardias de Escolta dependiente del Comisariado Popular de Justicia.
El 13 de junio de 1918, la Junta de la Cheka decidió unir todos los destacamentos armados de la capital y de las provincias en el Cuerpo de Tropas de la Cheka con sede en Moscú.
El 28 de mayo de 1919, por resolución del Consejo de Defensa Obrera y Campesina "Sobre las Fuerzas Auxiliares", sobre la base de las tropas de la Cheka, se crearon las Tropas de Guardia Interna de la República (VOJR), que incluían a todas las tropas de fuerzas auxiliares que estaban a disposición de los departamentos económicos: el Comisariado Popular de Alimentación y otros. Por la misma decisión, el Cuartel General de las tropas de la Cheka de toda Rusia pasó a llamarse Cuartel General de las tropas VOJR y, en junio, a Dirección Principal de las tropas VOJR. Se crearon sectores VOJR para responsabilidad territorial: Moscú, Kursk, Petrogrado, Vostochny, Kiev.
El 1 de septiembre de 1920, el Consejo de Trabajo y Defensa adoptó una resolución sobre la creación de las Tropas del Servicio Interno (VNUS). Incluían las tropas de la VOJR, las tropas de guardia, las tropas de la defensa ferroviaria, la policía ferroviaria y la policía acuática.
El 17 de septiembre de 1920, el Consejo de Trabajo y Defensa, mediante un decreto, equiparó a todos los empleados de la Cheka con el personal militar del Ejército Rojo .
El 19 de enero de 1921, todas las unidades y destacamentos de la Cheka se transformaron en una rama especial de las fuerzas armadas: las Tropas de la Cheka.
El 6 de febrero de 1922, el Comité Ejecutivo Central Panruso abolió la Cheka y en su lugar formó al Directorio Político del Estado (GPU).
El 1 de marzo de 1922, el presidente de la GPU, Féliks Dzherzhinski, emitió una orden sobre la reorganización de las tropas de la Cheka en tropas de la GPU. El 27 de marzo, por Decreto de la STO, los guardias fronterizos y guardias de escolta fueron incluidos en la composición de las tropas de la GPU.

### Preguerra
El 15 de noviembre de 1923, en relación con la formación de la URSS, se adoptó una resolución sobre la reorganización de la GPU como el Directorio Político Unificado del Estado (OGPU), bajo autoridad del Consejo de Comisarios del Pueblo de la Unión Soviética. Posteriormente fue consagrado en el Capítulo IX "Sobre la dirección política del estado" de la primera Constitución de 1924.Por orden de la OGPU, se dio a conocer el “Reglamento de Cuartel General de las Tropas de la OGPU”.
Durante este período, que viene después de la Guerra Civil, el joven estado soviético resuelve problemas en la lucha contra el crimen y la protección de las fronteras estatales.
En julio de 1924, la Guardia de Escolta fue reasignada de la OGPU bajo el control de los Comisariados del Pueblo de Asuntos Internos de cada una de las repúblicas de la Unión.
El 29 de agosto de 1924, el Consejo de Trabajo y Defensa adoptó una resolución "Sobre la formación de la guardia de escolta de la URSS y sobre la organización de la Dirección Central de la guardia de escolta en Moscú". Según el decreto, la guardia de escolta adquirió el estatus de rama independiente de las fuerzas armadas.
En el territorio de  Asia Central, las tropas de los guardias de escolta (a menudo también denominadas tropas del OGPU), junto con las Tropas Fronterizas y elementos del Ejército Rojo, participaron en la lucha contra los basmachí.
Asimismo, la tarea de las contramedidas de radio contra el enemigo recayó en las Tropas Internas.
El 6 de noviembre de 1926, por orden de la OGPU, se creó la Dirección Principal de Tropas Fronterizas y Tropas de la OGPU de la URSS, que ejercía el mando directo sobre las tropas.
El 1 de diciembre de 1931 se decidió trasladar a la jurisdicción de la OGPU todas las guardias departamentales de las empresas industriales. Se suponía que debía proteger los objetos (según el significado defensivo) por parte de la milicia y las unidades militares recién formadas de la OGPU, y liquidar a los guardias paramilitares durante 1932.
El 4 de diciembre de 1931, el Consejo de Comisarios del Pueblo de la Unión Soviética encomendó la protección y defensa de las instalaciones ferroviarias a las tropas de la OGPU. Las unidades de guardia de fusileros se reorganizaron en unidades militares que custodiaban las instalaciones ferroviarias. Miles de guardias de fusileros continuaron sirviendo en la OGPU, incluso en posiciones de mando.
El 10 de julio de 1934, el Comité Ejecutivo Central de la URSS decidió crear un Comisariado del Pueblo para Asuntos Internos (NKVD) de ámbito federal integrado por todos los sindicatos. Por el mismo decreto, las tropas de la OGPU se dividieron en guardias fronterizos e internos, ahora bajo administración de la NKVD de la URSS.
Con el inicio del proceso de deskulakización y colectivización comenzaron a surgir focos de tensión social por todo el territorio de la URSS, que eran desde revueltas y disturbios hasta la resistencia armada a las autoridades. En respuesta, aumentaron la cantidad reclutas para unidades a un gran número de personas por todo el país. En este sentido, en agosto de 1934, el personal de las tropas de escolta aumentó a 20 mil personas.Durante este período, el control de las divisiones de escolta estuvo en Moscú, Járkov, Samara y Novosibirsk. Además, la dirección de brigadas individuales de las tropas de escolta se encontraba en Rostov, Leningrado y Taskent.
El 16 de octubre de 1935, el Comité Ejecutivo Central y el Consejo de Comisarios del Pueblo de la URSS adoptaron un reglamento sobre el servicio del comando y el personal de comando de las Tropas Fronterizas y de las Tropas Internas del NKVD. De acuerdo con esta disposición, todo el personal militar de tropas internas y fronterizas se dividió en personal de mando y mando, para lo cual se estableció un sistema de grados militares.
En 1937, la Dirección Principal de Guardias Fronterizas e Internas (GUPVO NKVD) pasó a denominarse Dirección Principal de Tropas Fronterizas e Internas de la NKVD de la URSS (GUPVV).
El 20 de abril de 1938, se estableció el número de tropas de la NKVD, incluidas las unidades militares de las tropas de escolta en un total de 28,800 personas.
El 2 de febrero de 1939, se crearon 6 departamentos separados en la Dirección Principal de Tropas Fronterizas e Internas como parte del NKVD:
- Dirección General de Tropas Fronterizas
- Dirección General de Protección de Estructuras Ferroviarias
- Dirección General de Protección de Empresas Industriales de Particular Importancia
- Dirección Principal de Tropas de Convoy
- Dirección Principal de Apoyo Militar
- Departamento principal de construcción militar

El 1 de septiembre de 1939, se aprobó la ley "Sobre el servicio militar universal". Por primera vez, se estableció en la ley que las Tropas Internas son parte integral de las Fuerzas Armadas Soviéticas.
El 20 de noviembre de 1939, la Orden de la NKVD de la URSS adoptó el "Reglamento sobre las tropas de escolta de la NKVD de la URSS" . Estipuló las tareas de escolta de las personas detenidas y el procedimiento para ejercer la protección externa de las prisiones individuales. El mismo Reglamento establece las tareas de las Tropas Internas en tiempo de guerra para escoltar y proteger a los prisioneros de guerra.
El 4 de marzo de 1941 se creó la Dirección de Tropas Operativas del NKVD.
En los años anteriores a la guerra, las Tropas Internas custodiaban un total de 135 instalaciones estatales. También realizaron escolta a 156 instituciones judiciales y sirvieron en 176 rutas ferroviarias.
A partir del 1 de enero de 1940, el número de efectivos de las Tropas de Convoy alcanzó las 34,295 personas (1 división, 9 brigadas, 2 regimientos separados y 2 escuelas de personal subalterno de mando).
En 1941, la Dirección de Tropas de Convoyes fue disuelta y fusionada con la Dirección de Tropas Internas de la NKVD. Las tareas principales de este departamento eran la destrucción de hostilidades, la vigilancia de los puntos de recepción de prisioneros de guerra, la vigilancia de escalones y la escolta de prisioneros.

### Gran Guerra Patria

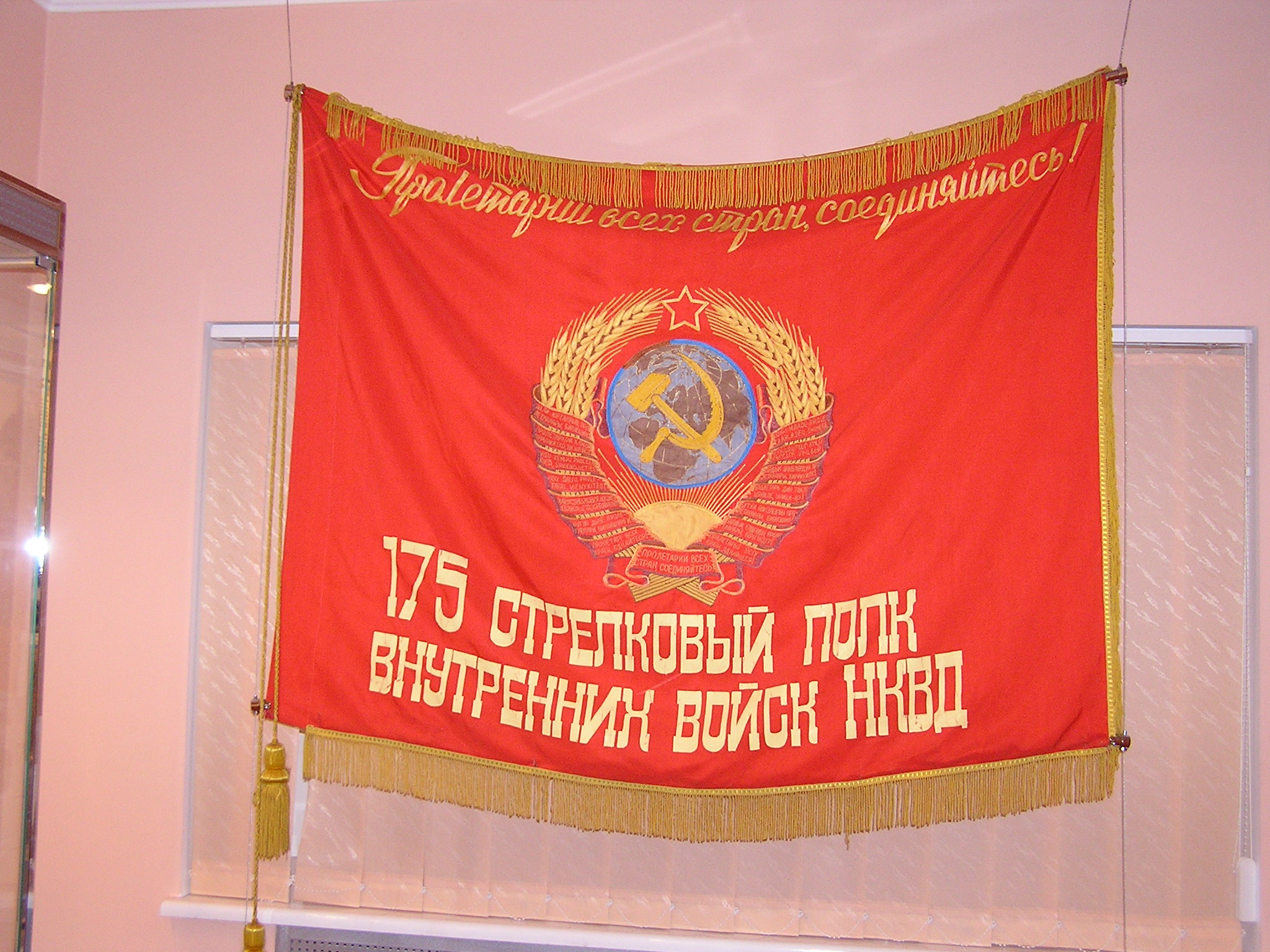
Estandarte del 175° Regimiento de Fusileros de las Tropas del NKVD, en el Museo de la Policía de Donetsk.

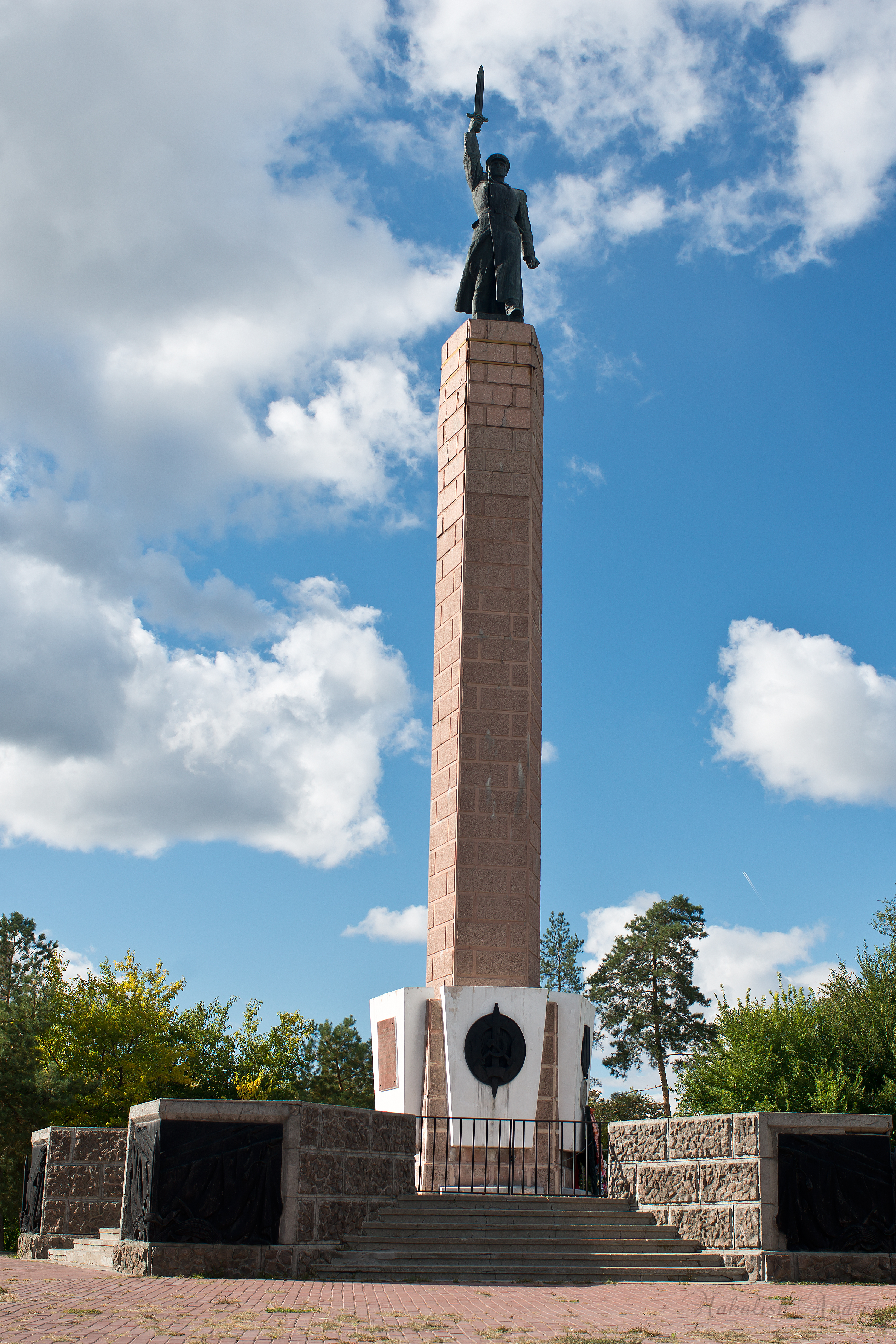
Obelisco dedicado a los chekistas de Stalingrado y soldados de la 10° División de Tropas Internas del NKVD en la Plaza Chekista de Volgogrado.

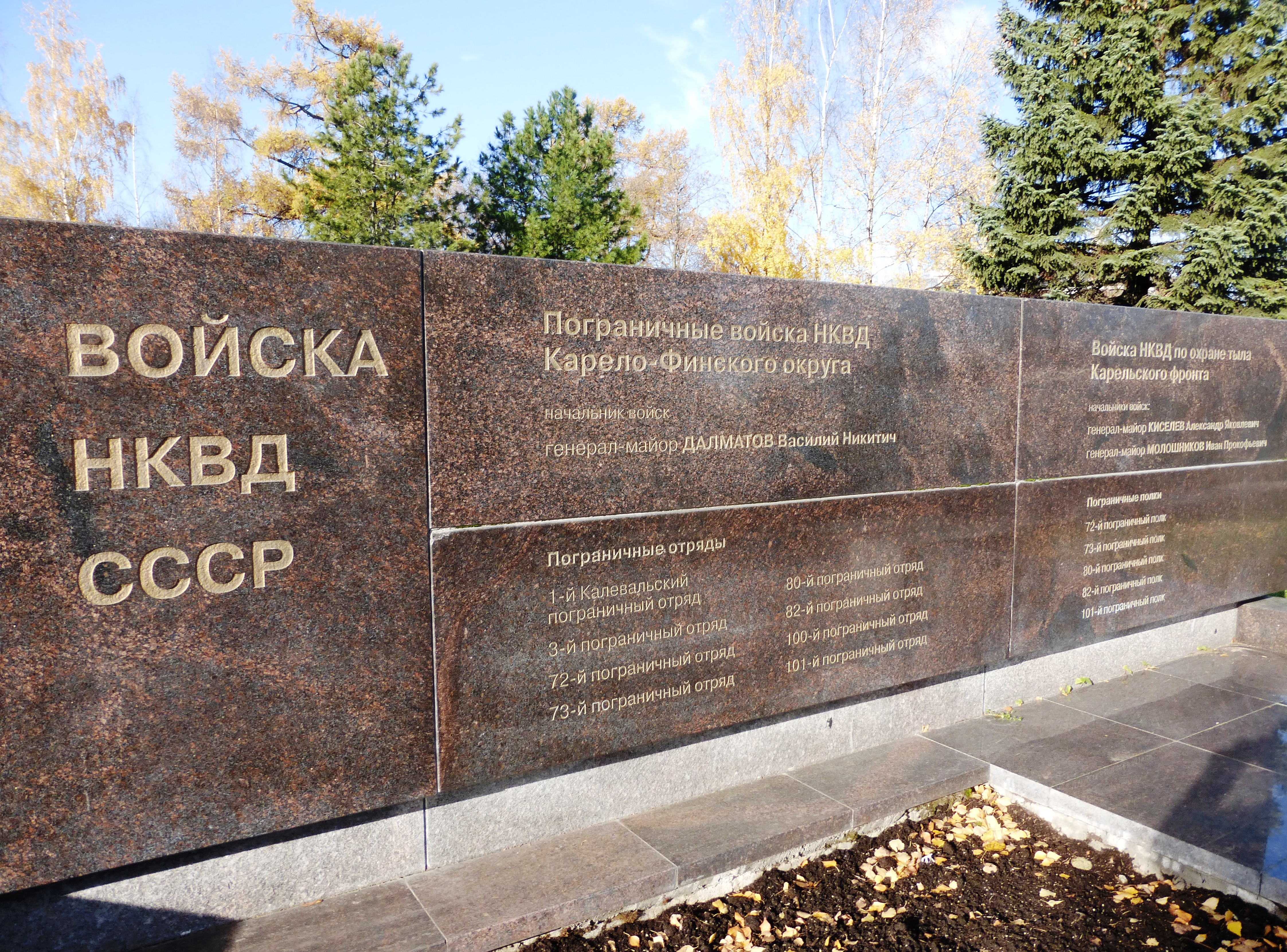
Fragmento del complejo conmemorativo militar del Frente de Carelia en Petrozavodsk.

#### Inicio de la guerra
Para el verano de 1941, había unas 173,900 personas en las tropas internas, de las cuales:
- 27,300 personas eran parte de las formaciones operativas
- 63,700 eran parte de las tropas de protección de ferrocarriles.
- 29,300 eran parte de las tropas para la protección de empresas estatales especialmente importantes.
- 38,200 eran parte de las tropas internas
- 15,400 se encontraban en escuelas militares y otras instituciones de las Tropas Internas.

Con el inicio de la guerra se realizó la movilización y el personal de las tropas internas llegó a 274 mil personas.
El 22 de junio de 1941, una de las primeras formaciones de la NKVD en luchar con el enemigo fue 132° Batallón de Tropas Internas, separado de la guarnición de la Fortaleza de Brest.   

#### Movilización de las Tropas Internas al frente
Por decreto del gobierno del 29 de junio de 1941, se planeó formar 10 divisiones de fusileros y 5 de fusileros montañeses de las Tropas Internas del NKVD para transferirlas al ejército. Posteriormente, la tarea cambió; era necesario formar divisiones de fusileros en una composición reducida. En total, se destinaron 23,000 personas de las tropas internas para su dotación, y 15,000 personas de las tropas fronterizas. Después de un breve entrenamiento, todas las divisiones fueron enviadas a los ejércitos de los frentes de Reserva, Norte y Oeste.
En agosto de 1941, por decisión del Comité Estatal de Defensa, 110,000 militares fueron enviados al frente de las tropas del NKVD. A mediados de 1942, fueron 75,000 hombres adicionales, aunque a finales de 1942, se formó un ejército separado de las tropas del NKVD a partir del personal militar de las tropas fronterizas e internas, que constaba de 6 divisiones, rebautizadas el 1 de febrero de 1943 como 70° Ejército.
En relación con la estabilización de la situación en los frentes desde 1943, las unidades de las Tropas Internas fueron devueltas a sus tareas directas: custodiar la retaguardia, las comunicaciones y las instalaciones militares, escoltar a los prisioneros de guerra, etc. Sin embargo, hasta el final de la guerra, en situaciones difíciles, el comando los envió periódicamente a la batalla; en febrero de 1945, el 145° Regimiento de Fusileros de la 64° División participó en el asalto a Poznan, el 273° Regimiento de Fusileros de la 63° División participó en el asalto a Gdansk, partes de la 57° División  participaron en el asalto de Königsberg, y el 347º Regimiento de Fusileros en el asalto de Berlín.
- De las Tropas Fronterizas las divisiones eran la del Lejano Oriente, la de Transbaikal y la de Asia Central.
- De las tropas operativas las divisiones eran la de los Urales y la de Stalingrado.
- De las tropas para la protección de los ferrocarriles, era la división siberiana.

Durante todo el período de guerra, la NKVD transfirió 29 divisiones de su composición al Ejército. En total, 53 divisiones y 20 brigadas del NKVD participaron en el conflicto.
Algunas de las formaciones particularmente distinguidas de las Tropas Internas en la Gran Guerra Patria fueron:
- La 1.ª División de Fusileros Motorizados de propósito especial de las Tropas Tnternas del NKVD (Batalla de Moscú).
- La 2.ª División de Fusileros Motorizados de propósito especial de las Tropas Internas del NKVD (Batalla de Moscú)
- La 21ª División de Fusileros Motorizados de las Tropas Internas del NKVD (defensa de Leningrado)
- La 10.ª División de Infantería de las Tropas Internas del NKVD (Batalla de Stalingrado)
- La 12.ª División de Infantería de las Tropas Internas del NKVD (Batalla del Cáucaso).
- El 290º Regimiento de Fusileros separado de las Tropas Internas del NKVD (Operación Novorossiysk).
- La 287º División de Fusileros de las Tropas Internas del NKVD (Batalla de Vorónezh)
- El 230º Regimiento de Escolta  de Defensa y Liberación (Rostov del Don).

El 30 de octubre de 1925, el Comité Ejecutivo Central y el Consejo de Comisarios del Pueblo de la Unión Soviética, en un decreto "Sobre los guardias de escolta de la URSS", crearon la Dirección Central de los guardias de escolta de la URSS, que dependía directamente del Consejo de Comisarios del Pueblo de la URSS. Los temas de reclutamiento de los guardias de escolta, así como la logística, fueron encomendados a los órganos del Comisariado del Pueblo para Asuntos Militares y Navales. La estructura organizativa y de personal de los equipos de escolta se copiaron de las del Ejército Rojo (pelotón, compañía, batallón, regimiento, etc.). En este orden, las tropas de los guardias de escolta se consolidaron en 2 divisiones y 6 brigadas separadas con un personal total de 14,802 personas.

#### Contribución de las Tropas Internas a la victoria
Durante los combates en la Gran Guerra Patria, las Tropas Internas destruyeron y capturaron a 217,974 soldados y oficiales enemigos, así como a 377 tanques, 40 aviones, 45 vehículos blindados, 241 vehículos, 656 cañones, 525 morteros, 554 ametralladoras y muchos otros equipos y armas.
Un total de 267 elementos de las Tropas Internas recibieron el título de Héroe de la Unión Soviética,aunque según otras fuentes, eran hasta 360.
En noviembre de 1942, los departamentos de campo del servicio especial y la estación de radio Osnaz fueron reasignados a las Tropas Internas del GRU del Estado Mayor General del Ejército Rojo. Se formaron divisiones especiales separadas, estaciones de radio centrales y separadas de la NKVD con las tareas de reconocimiento del aire, interceptación de radio, correspondencia encriptada y su procesamiento preliminar de redes de radio enemigas y puntos de radio. También en diciembre de 1942, por decisión de la GKO, se formaron divisiones de radio como parte de las Tropas Internas para bloquear las estaciones de radio enemigas.
Sobre la base de unidades de las Tropas Internas, se entrenaron destacamentos de sabotaje e instructores en asuntos militares para ser enviados tras las líneas enemigas en destacamentos partisanos. Se destinaron 1,000 guardias fronterizos y combatientes de las Tropas Internas, incluidos 95 comandantes, para reclutar destacamentos partisanos.
En octubre de 1941, a partir de las Tropas del Grupo Especial formadas al comienzo de la guerra bajo el NKVD de la URSS, se formó la Brigada Separada de Fusileros Motorizados de la NKVD, que en octubre de 1943 se convirtió en el Destacamento Separado de Propósitos Especiales, ahora subordinado a la NKGB. En el curso de batallas de primera línea y operaciones detrás de las líneas enemigas durante los años de guerra, más de 1400 escalones enemigos descarrilados con mano de obra, equipos, municiones, combustible, etc., más de 300 ferrocarriles destruidos y puentes de carreteras, unos 700 km de líneas de comunicación por cable y telégrafo inhabilitadas, unas 350 empresas industriales y almacenes volados, unos 150 tanques, vehículos blindados y más de 50 aviones destruidos, más de 130,000 soldados y oficiales enemigos destruidos, entre ellos unos 90 liquidados destacados representantes de los invasores nazis y más de 2000 agentes fascistas y cómplices de los alemanes. Además, se capturaron como trofeos unas 50 pistolas, morteros y ametralladoras, más de 850 fusiles y ametralladoras, más de 20 tanquetas, autopropulsados y tractores, y más de 100 motocicletas y bicicletas. En total, más de 20 combatientes ОМСБОН/ОООН recibieron el título de Héroe de la Unión Soviética.
Por decreto del Consejo de Comisarios del Pueblo, del 24 de junio de 1941, se encomendó a las Tropas Internas la función de custodiar la retaguardia de los frentes y ejércitos. Sólo en la segunda mitad de 1941, 685,629 personas fueron detenidas por las Tropas Internas. De ellos:
- 28,064 eran desertores
- 1,001 eran espías y saboteadores
- 1,019 eran esbirros y cómplices del enemigo.

Durante los años de la guerra, los militares de las Tropas Internas detuvieron y revisaron a más de 4.000.000 de personas, entre las cuales se identificaron alrededor de 17.000 agentes de inteligencia enemigos, más de 80.000 traidores y traidores y más de 100.000 otros criminales.
Las tareas asignadas a las Tropas Internas del NKVD fueron:
- Servir como guarniciones militares de las ciudades liberadas.
- Asistencia al NKVD en la captura de agentes fascistas, traidores y sus cómplices.
- Eliminación de paracaidistas enemigos, grupos de reconocimiento y sabotaje, formaciones de bandidos y pequeños grupos del enemigo.
- Mantenimiento del orden público y del régimen de guerra.

El 4 de diciembre de 1941, el Comité Estatal de Defensa encomendó a las tropas del NKVD la protección de los ferrocarriles, las instalaciones de estaciones, ferrocarriles lineales, carga, cajas y escolta de vagones con cargas importantes. En este sentido, se abolió la Guardia de Fusileros de la NKPS en la cantidad de personas 33,320, y el personal de la guardia en edad militar, armas, vehículos y propiedad militar se transfirieron a las tropas de la NKVD de la URSS.

### Posguerra

#### Cambio de subordinación de las Tropas Internas
En los últimos meses de la guerra y después de su fin, entre 1945 y 1950, unidades de las tropas internas también actuaron fuera de las fronteras de la URSS, garantizando la seguridad de la retaguardia del ejército en el campo, el orden en los asentamientos durante los meses de la formación de autoridades militares y civiles después de la guerra, participando en operaciones militares contra la clandestinidad nacionalista y antisoviética.
El 15 de marzo de 1946, el Comisariado del Pueblo de Asuntos Internos se transformó en el Ministerio de Asuntos Internos de la Unión Soviética.
El 21 de enero de 1947, las Tropas Internas del Ministerio de Asuntos Internos (unidades operativas) fueron reasignadas al Ministerio de Seguridad del Estado (MGB), aunque las tropas de escolta siguieron siendo parte del Ministerio de Asuntos Internos.
El 10 de julio de 1949, las unidades de escolta fueron asignadas para escoltar a los prisioneros a las instituciones judiciales, a las oficinas de cambio de las rutas ferroviarias planificadas en los centros republicanos, regionales y regionales.
El 6 de mayo de 1951, por Decreto del Consejo de Ministros de la Unión Soviética, se confió a los guardias de convoyes el traslado de prisioneros y personas bajo investigación por convoyes (especiales) planificados a lo largo de vías férreas y fluviales, así como su traslado de prisiones a campamentos y colonias de trabajo; también, de acuerdo con los requerimientos de la Fiscalía y las fuerzas del orden, fueron asignados para escoltarlos a las sesiones de los tribunales del Supremo, tribunales regionales, regionales, tribunales militares, tribunales lineales por medios de transporte ferroviario y acuático; escolta a vagones en casas de cambio.
Para 1957, el número de la Guardia Interna era de 55,715 personas,  de la Guardia de Convoy de unas 33,307 personas y de la Guardia de Convoy formada de lugares de detención unas 100,000 personas.
El 13 de enero de 1960, el Consejo de Ministros abolió al Ministerio de Asuntos Internos, transfiriendo sus funciones a los ministerios de asuntos internos de las repúblicas de la Unión. En consecuencia, las Tropas Internas se distribuyeron entre las repúblicas unidas y se subordinaron a los MVD regionales.
El 30 de agosto de 1962, el Presídium del Sóviet Supremo de la RSFS de Rusia reemplazó al Ministerio de Asuntos Internos de la RSFS de Rusia por el Ministerio de Orden Público de la RSFS de Rusia. Esto también ocurrió en el resto de repúblicas unidas y autónomas de la URSS, siendo las tropas internas reasignadas a la autoridad de estos nuevos ministerios republicanos.
El 26 de julio de 1966, por Decreto del Presídium del Sóviet Supremo de la Unión Soviética, se restableció el órgano central de gestión de la ley y el orden en la forma del Ministerio de Protección del Orden Público de la URSS, y las Tropas Internas fueron reasignadas a este organismo.
El 25 de noviembre de 1968, el Ministerio de Protección del Orden Público fue reemplazado nuevamente por el Ministerio de Asuntos Internos de la URSS, por lo que las tropas internas fueron asignadas nuevamente al control del MVD.
El 21 de marzo de 1989, por decreto del Presídium del Sóviet Supremo de la Unión Soviética, las Tropas Internas del Ministerio de Asuntos Internos (junto con las Tropas Fronterizas, que estaban subordinadas a la KGB y las Tropas Ferroviarias) fueron retiradas por completo de las Fuerzas Armadas Soviéticas.
Por decreto del Presidente de la RSFS de Rusia, del 20 de octubre de 1991, todas las formaciones de las Tropas Internas del Ministerio de Asuntos Internos de la URSS estacionadas en el territorio de la RSFS de Rusia quedaron bajo la jurisdicción de la RSFSR y subordinadas al Ministerio de Asuntos Internos republicano.
El 25 de diciembre de 1991, como resultado del colapso del país, las Tropas Internas del Ministerio de Asuntos Internos de la Unión Soviética dejaron de existir. Las unidades y formaciones de las Tropas Internas, dependiendo de su despliegue territorial, pasaron a formar parte de las Fuerzas Armadas de los nuevos Estados miembros de la CEI. 

#### Potestades
Para 1976, las tareas de las Tropas Internas del MVD eran:
- Custodiaban 300 instalaciones especialmente importantes (centrales nucleares, ciudades cerradas, ferrocarriles, etc).
- Custodiaban 1087 colonias de trabajo correccional.
- Custodiaban 142 dispensarios médicos y laborales.
- Escoltaban de convictos a 4522 instalaciones de producción;
- Sirvieron 468 rutas de escolta previstas para condenados y personas bajo investigación, 292 barcos y 603 casas de cambio;
- Realizaron servicio de patrullaje en 50 grandes ciudades del país.

### Uniformes
El 20 de octubre de 1970, mediante la orden N.º 351, el ministro de Asuntos Internos de la Unión Soviética y General de Ejército, Nikolái Schiólokov, estableció un uniforme para el personal militar de las Tropas Internas, cuya principal característica distintiva fue el color granate en los detalles del uniforme.
El color especificado estaba presente en las charreteras, en los emblemas del cuello, de las mangas, en el ribete de la camisa y en las franjas de los pantalones, la banda y el ribete del gorro.
Posteriormente, este color granate arraigó simbólicamente en las Tropas Internas. Y cuando se incluyeron las fuerzas especiales en 1978 dentro de las Tropas Internas del Ministerio de Asuntos Internos, se eligieron boinas granate como un casco distintivo para los soldados de las fuerzas especiales.

## Estructura
Las tropas internas y de escolta se dividían en departamentos, que a su vez constaban de destacamentos, divisiones, equipos y grupos.
En diciembre de 1968, cuando se reorganizó el MOOP en el Ministerio de Asuntos Internos, se eliminó la división en tropas y guardias. Los guardias internos y de escolta del MVD de la URSS también se incluyeron en las Tropas Internas. Las formaciones de Guardia Interna y de Convoyes adquirieron nuevamente una estructura militar.
El 28 de noviembre de 1968, por orden del Jefe del Ministerio de Asuntos Internos, los departamentos de la guardia de escolta se transformaron en divisiones de escolta, y los departamentos de la Guardia Interna se transformaron en divisiones de la Dirección de Unidades Especiales de la Dirección General de Tropas Internas). Los destacamentos se reorganizaron en regimientos, las divisiones en batallones, los equipos en compañías y los grupos en pelotones. 
En 1966, para ayudar a la policía en casos de emergencia , se crearon unidades especiales de policía motorizada en muchas grandes ciudades soviéticas (3 regimientos especiales de policía motorizada y 40 batallones separados).
Desde finales de los años 70, se crearon departamentos regionales de Tropas Internas (Dirección de Tropas Internas). A principios de los años 90, existían los siguientes departamentos:
- Noroeste y los Estados Bálticos (con sede en Leningrado).
- Ciscaucasia y Transcaucasia (con sede en Rostov del Don).
- RSS de Ucrania y la RSS de Moldavia (con sede en Kiev).
- Asia Central y Kazajistán  (con sede en Alma-Ata);
- Lejano Oriente y Siberia Oriental (con sede en Jabárovsk).
- Siberia Occidental (con sede en Novosibirsk).
- Urales (con sede en Sverdlovsk).
- Volga (con sede en Kúibyshev).
- Centro (con sede en Moscú).
- Dirección de Piezas Especiales (USCh).

La Dirección de Unidades Especiales ( UCH ) estaba subordinada a todas las unidades de las Tropas Internas, que se dedicaban a las tareas de protección de objetos estratégicos especialmente importantes del sistema de transporte y la industria de la Unión Soviética, tales como:
- Creación de una zona de régimen alrededor de las ciudades cerradas
- Seguridad de las centrales nucleares
- Protección de importantes instalaciones estatales en las comunicaciones de la línea principal Baikal-Amur, el Ferrocarril del Lejano Oriente y el Ferrocarril del Oeste.
- Protección de campos de petróleo y gas.

En el momento del colapso de la URSS, las tropas internas (a excepción de brigadas, regimientos y batallones separados) incluían 31 divisiones de las cuales eran:
- 20 divisiones de convoy
- 2 divisiones operativas
- 9 divisiones de la Dirección de Unidades Especiales

Además, en la estructura de las tropas internas del Ministerio del Asuntos Internos de la Unión Soviética, se crearon unidades militares marítimas (fluviales) para proteger importantes instalaciones estatales en las comunicaciones por agua y proporcionar una zona de régimen alrededor de importantes instalaciones estatales:
- 1° Destacamento Naval separado de lanchas patrulleras: se formó en 1988 en Jabárovsk, para proteger importantes instalaciones estatales ubicadas en los ríos de la cuenca de Amur y para contrarrestar el sabotaje;
- 2.º Destacamento Naval separado de lanchas patrulleras: se formó en 1989 en Múrmansk, para proteger la empresa de reparación y tecnología de la flota nuclear y los barcos ubicados en las aguas de esta empresa y para contrarrestar el sabotaje.